# Pellegrinia coccinea
Pellegrinia coccinea là một loài thực vật có hoa trong họ Thạch nam. Loài này được (Hoerold) Sleumer mô tả khoa học đầu tiên năm 1935.